# Yaté

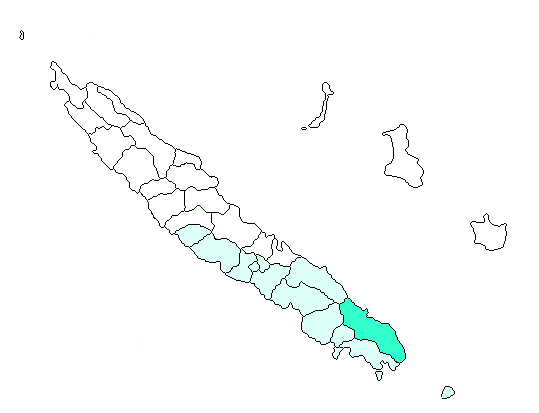
Situació de Yaté

Yaté és un municipi francès, situat a la col·lectivitat d'ultramar de Nova Caledònia. El 2009 tenia 1.881 habitants. El lloc més alt de la comuna es troba al massís de Kouakoué (1.501 metres) 

## Evolució demogràfica
| Població de Yaté (1956-2009) | Població de Yaté (1956-2009) | Població de Yaté (1956-2009) | Població de Yaté (1956-2009) | Població de Yaté (1956-2009) | Població de Yaté (1956-2009) | Població de Yaté (1956-2009) | Població de Yaté (1956-2009) | Població de Yaté (1956-2009) | Població de Yaté (1956-2009) |
| ---------------------------- | ---------------------------- | ---------------------------- | ---------------------------- | ---------------------------- | ---------------------------- | ---------------------------- | ---------------------------- | ---------------------------- | ---------------------------- |
| Població                     | 1.474                        | 925                          | 1.113                        | 1.365                        | 1.387                        | 1.408                        | 1.554                        | 1.843                        | 2.003                        |
| Any                          | 1956                         | 1963                         | 1969                         | 1976                         | 1983                         | 1989                         | 1996                         | 2004                         | 2009                         |

## Composició ètnica
- Europeus 3,8%
- Canacs 95,5%
- Polinèsics 0,1%
- Altres, 0,6%

## Història
El 1774 l'explorador anglès James Cook arribà a l'illot Améré enfront de la badia de Goro. Abans de l'inici de la colonització, el territori fou objecte d'enfrontaments entre els europeus i les tribus de l'île des Pins. Tots els intents d'evangelització de la regió de Yaté abans de la colonització fracassaren, tant les missions protestants de 1840 com les catòliques de 1850 A partir dels anys 1930 es construí l'embassament i la central elèctrica, i s'explotà el níquel (avui abandonat).

## Administració
Des de 2008, l'alcalde de la ciutat és Stephen Ouetcho del Comitè Rheebù Nùù, una associació formada en 2002 pels polítics electes i tradicionalistes del Sud per a reivindicar, de vegades violentament, les contrapartides a la construcció de la planta de Goro per les poblacions locals, barrejant reivindicacions autòctones i mediambientals. Yaté és un dels pocs municipis de la província del Sud que és un bastió independentista.
| Període   | Identitat        | Partit            |
| --------- | ---------------- | ----------------- |
| 1985-1990 | Clément Vendégou | FLNKS-UC          |
| 1990-1995 | Raphaël Mapou    | FLNKS-Palika      |
| 1995-2001 | Hubert Newedou   | FLNKS-UC          |
| 2001-2008 | Adolphe Digoué   | FLNKS-UNI-Palika  |
| 2008-     | Étienne Ouetcho  | Comitè Rheebù Nùù |